# Pencaitland
Pencaitland är en ort i Storbritannien.   Den ligger i kommunen East Lothian och riksdelen Skottland, i den centrala delen av landet, 500 km norr om huvudstaden London. Pencaitland ligger 90 meter över havet och antalet invånare är 1 671.
Terrängen runt Pencaitland är platt åt nordväst, men åt sydost är den kuperad. Runt Pencaitland är det ganska glesbefolkat, med 34 invånare per kvadratkilometer. Närmaste större samhälle är Edinburgh, 19,4 km väster om Pencaitland. Trakten runt Pencaitland består till största delen av jordbruksmark.